# Keirin
Keirin é uma das provas de ciclismo olímpico, disputada por homens e mulheres, num velódromo. A prova consiste em oito voltas na pista de 250 m. Nas primeiras cinco voltas e meia (1 375 m), os atletas pedalam atrás de uma bicicleta motorizada, que dita o ritmo até que os atletas cheguem aos 45 km/h. Após esse momento, a "pace bike" sai da pista e os ciclistas disputam a medalha nas últimas duas voltas e meia (625 m).